# Alicia Dickenstein
Alicia Dickenstein (17 de gener de 1955, ciutat de Buenos Aires) és una matemàtica argentina coneguda pel seu treball en geometria algebraica, particularment en geometria tòrica.
En 1982 va obtenir el títol de Doctora en Matemàtiques per la Universitat de Buenos Aires, sota la direcció de Miguel Herrera.
Dickenstein és Investigadora Superior del CONICET i professora a la Universitat de Buenos Aires. Va ser vicepresidenta de la International Mathematical Union durant el període 2015–2018. Des de 2019, es va incorporar com a Acadèmica Titular de l'Acadèmia Nacional de Ciències Exactes, Físiques i Naturals.
Va publicar el llibre Mat max: la matemàtica a tot arreu que presenta problemes matemàtics per als més petits.

## Altres publicacions
- Algorithms in Algebraic Geometry. The IMA Volumes in Mathematics and its Applications 146. Eds. Alicia Dickenstein, Frank-Olaf Schreyer, Andrew J. Sommese, ilustrada por Springer Sci. & Business Media, 162 p. 2010. ISBN 0387751556, ISBN 9780387751559

- Pensar Con Matematica 5 - Egb 2b0 Ciclo. Con Silvia Jauregui. Publicó Turtleback Books, 2000 ISBN 0613932005, ISBN 9780613932004

- Nilpotent Orders of Analytic Ideals, v. 65 de Departamento de Matemática: Impresiones previas, UBA. Con Carmen Sessa, 13 p. 1986